# Dean Clancy
Dean Patrick Clancy (* 20. Oktober 2001 in Sligo) ist ein irischer Boxer im Halbweltergewicht.

## Karriere
Sein größter Erfolg im Nachwuchs war der Gewinn der Silbermedaille bei der Junioren-Europameisterschaft 2017 in Albena.
2019 wurde er erstmals Irischer Meister der Erwachsenen und gewann die Goldmedaille im Halbweltergewicht bei der U22-Europameisterschaft 2021 in Roseto.
Bei den Europaspielen 2023 in Krakau siegte er gegen Arsen Chabyan, Malik Hassanow und Gianluigi Malanga, ehe er im Halbfinale gegen den späteren Goldmedaillengewinner Sofiane Oumiha mit einer Bronzemedaille ausschied. Mit diesem Erfolg qualifizierte er sich zur Teilnahme an den Olympischen Spielen 2024 in Paris.
Bei der Europameisterschaft 2024 in Belgrad verlor er diesmal im Viertelfinale gegen Malik Hassanow. Bei den Olympischen Spielen 2024 verlor er im ersten Kampf mit 2:3 gegen den Jordanier Obada Al-Kasbeh.